# 猴子飛行員
猴子飛行員（英語譯名：Monkey Pilot）是一個來自台灣的搖滾樂團，成員有楊聲錚（吉他手）、陳自強（吉他手）、余光燿（貝斯手）、王昱人（鼓手）和王湯尼（主唱）一共五人，於2006年組團。
「猴子飛行員」是指太空人訓練猴子，用駕駛艙將猴子送入太空中，意味著「開創的精神」及「改變世界的前瞻眼光」。該樂團不定期在台灣各地演出，包括Riverside、The Wall、地下社會、Join-Us、Room335、老諾等場地。

## 音樂作品
作品列表如下：
| 專輯名稱                           | 發行日期   | 備註 |
| ---------------------------------- | ---------- | ---- |
| 電視劇光陰的故事原聲帶 小草之歌    | 2008年12月 |      |
| EP/MY GUITAR                       | 2009年1月  |      |
| EP/SUMMER DAY                      | 2009年6月  |      |
| EP/1998                            | 2009年10月 |      |
| 猴子飛行員樂團紀念版專輯 My Guitar | 2010年7月  |      |
| Big Child                          | 2012年3月  |      |

## 獲獎紀錄
- 2010年榮獲金音創作獎最佳搖滾專輯獎:「My Guitar」（猴子飛行員）[4]。
- 2013年榮獲第24屆金曲獎流行音樂最佳樂團獎:猴子飛行員「Big Child」

## 外部連結
- 猴子飛行員 本色網主頁 （页面存档备份，存于）
- 猴子飛行員 新浪微博
- 猴子飛行員 相簿 （页面存档备份，存于）
- 猴子飛行員 土豆網
- 猴子飛行員 豆瓣小站 （页面存档备份，存于）
- 猴子飛行員 streetvoice
- 猴子飛行員 Youtube （页面存档备份，存于）